# 15 (число)
15 (п'ятна́дцять) — Натуральне число між 14 і 16

## Математика
- 5-е трикутне число
- Від 800 до 900 є 15 простих чисел (809, 811, 821, 823, 827, 829, 839, 853, 857, 859, 863, 877, 881, 883, 887)
- Складене число
- 15 ділиться на 1, 3, 5
- Сума перших п'яти натуральних чисел (15 = 1 + 2 + 3 + 4 + 5)

## Дати
- 15 рік, 15 рік до н. е., 1915 рік, 2015 рік.